# Bataille de Szack
Seconde Guerre mondiale
Batailles
Campagne de Pologne :
- Ultimatum allemand
- Ordre de bataille
- Opération Himmler
- Plan Pékin
- Plan Worek
- Baie de Dantzig
- Défense de la poste centrale de Dantzig
- Westerplatte
- Grudziądz
- Mokra
- Węgierska Górka
- Krojanty
- Forêt de Tuchola
- Borowa Góra
- Wizna
- La Bzura
- Hel
- Jarosław
- Brest-Litovsk
- Tête de pont roumaine
- Invasion soviétique
- Lwów
- Modlin
- Tomaszów Lubelski
- Grodno
- Krasnobród
- Wilno
- Varsovie
- Szack
- Wytyczno
- Kock

La bataille de Szack est une bataille majeure lors de l'invasion soviétique de la Pologne en septembre 1939 qui opposa les forces armées polonaises à l'Armée rouge.
Elle se solde par une victoire tactique de l'armée polonaise mais qui est contrainte de se retirer après l'arrivée de renforts soviétiques.

## Contexte historique
L'Allemagne nazie envahit la Pologne le 1er septembre 1939, ce qui entraîne la déclaration de guerre de la France et du Royaume-Uni et déclenche la Seconde Guerre mondiale en Europe. Les forces allemandes progressent rapidement grâce à leur stratégie offensive de Blitzkrieg.
Le 17 septembre, l'Union soviétique intervient dans le conflit afin d'occuper la Pologne orientale aux termes des accords conclus à l'occasion du pacte germano-soviétique. L'Armée rouge rencontre très peu de résistance hormis quelques gardes-frontières polonais, le gros de l'armée polonaise combattant les Allemands à l'ouest.
Le 19 septembre, les Soviétiques marchent sur Kovel. Brest-Litovsk et Kobryn sont occupées conjointement par les troupes allemandes et soviétiques et des parades militaires s'y tiennent afin de célébrer leur victoire.
Le Korpus Ochrony Pogranicza polonais sous les ordres du général Wilhelm Orlik-Rückemann se retrouve bientôt encerclé par les Allemands et les Soviétiques. Afin de remonter le moral de ses troupes, Orlik-Rückemann décide de mener une contre-attaque et obtenir une victoire.

## Déroulement de la bataille
Les unités polonaises sont divisées en deux colonnes. Dans la matinée du 28 septembre, la colonne du nord atteint les forêts près du village de Mielniki tandis que la colonne du sud atteint les forêts à l'est de Szack (aujourd'hui Chatsk, en Ukraine). La reconnaissance polonaise rapporte que Szack est occupée par de l'infanterie et des blindés soviétiques. Orlik-Rückemann ordonne aux deux colonnes de former une ligne défensive le long de la forêt et de provoquer l'Armée rouge afin de la forcer à attaquer et ainsi la prendre en guet-apens.
À 8 heures, une unité de chars T-26 soviétiques lance un assaut frontal sur les positions polonaises. Les forces polonaises attendent que les chars soient près de leur position avant d'ouvrir le feu. Alors que les chars soviétiques n'étaient qu'à 500 mètres de la ligne de défense, les canons anti-char Bofors 37 mm font feu, bientôt rejoints par l'infanterie et l'artillerie de 75 mm. Tous les chars sont détruits et le bataillon polonais du major Balcerzak lance une attaque sur la ville. Prises par surprise, les troupes soviétiques sont mises en déroute après des combats rapprochés. Une partie seulement de l'infanterie mécanisée soviétique parvient à fuir le combat, bien qu'abandonnant ses canons et 9 T-26. Les Polonais parviennent également à capturer les quartiers-généraux de l'Armée rouge à Szack.
Selon des documents trouvés dans le QG, appartenant à la 52e division de fusiliers, les unités soviétiques opérant dans la région de Kobryn se sont vu transmettre l'ordre de nettoyer l'est du Bug encore aux mains de l'armée polonaise.
À 2 heures dans la soirée, des réservistes soviétiques pénètrent dans la ville et Orlik-Rückemann décide de retirer ses troupes dans la forêt.

## Conséquences
Les forces polonaises battent en retraite et avancent le long du Bug. L'unique unité polonaise détruite par les Soviétiques était la brigade Polesie, prise en embuscade par les troupes blindées de la 4e armée soviétique sous le commandement de Vassili Tchouïkov, et donc contrainte de se rendre après un bref combat. Après sa reddition, 500 officiers et sous-officiers sont exécutés par les Soviétiques.
La majeure partie des forces polonaises qui s'étaient repliées le long du Bug prendront part à la bataille de Wytyczno.